# 和歌山県幼稚園一覧
和歌山県幼稚園一覧（わかやまけんようちえんいちらん）は、和歌山県の幼稚園の一覧。

## 公立幼稚園

### 和歌山市
- 和歌山市立芦原幼稚園
- 和歌山市立岡山幼稚園
- 和歌山市立加太幼稚園
- 和歌山市立紀伊幼稚園
- 和歌山市立雑賀崎幼稚園
- 和歌山市立中之島幼稚園
- 和歌山市立西脇幼稚園
- 和歌山市立西和佐幼稚園
- 和歌山市立本町幼稚園
- 和歌山市立湊幼稚園
- 和歌山市立宮前幼稚園
- 和歌山市立山口幼稚園
- 和歌山市立和佐幼稚園

### 海南市
- 海南市立黒江幼稚園
- 海南市立日方幼稚園
- 海南市立内海幼稚園
- 海南市立大野幼稚園
- 海南市立亀川幼稚園
- 海南市立巽幼稚園
- 海南市立中野上幼稚園
- 海南市立仁義幼稚園
- 海南市立加茂第一幼稚園
- 海南市立加茂第二幼稚園
- 海南市立塩津幼稚園
- 海南市立大東幼稚園
- 海南市立大崎幼稚園
- 海南市立下津幼稚園

### 橋本市
- 橋本市立紀見幼稚園
- 橋本市立柱本幼稚園
- 橋本市立境原幼稚園
- 橋本市立橋本幼稚園
- 橋本市立隅田幼稚園
- 橋本市立恋野幼稚園
- 橋本市立山内幼稚園
- 橋本市立兵庫幼稚園
- 応其こども園
- 高野口こども園
- 学文路さつきこども園

### 御坊市
- 御坊市立塩屋幼稚園
- 御坊市立大成幼稚園
- 御坊市立名田幼稚園
- 御坊市立湯川幼稚園

### 田辺市
- 田辺市立新庄幼稚園
- 田辺市立中芳養幼稚園
- 田辺市立上秋津幼稚園
- 田辺市立三栖幼稚園

### 新宮市
- 新宮市立王子幼稚園
- 新宮市立丹鶴幼稚園
- 新宮市立千穂幼稚園
- 新宮市立蓬莱幼稚園
- 新宮市立三輪崎幼稚園

### 伊都郡
- かつらぎ町立笠田幼稚園
- かつらぎ町立大谷幼稚園
- かつらぎ町立妙寺幼稚園
- かつらぎ町立渋田幼稚園
- かつらぎ町立花園幼稚園
- 九度山町立九度山幼稚園
- 九度山町立古澤幼稚園
- 九度山町立河根幼稚園

### 有田郡
- 広川町立広川幼稚園

### 日高郡
- 美浜町立ひまわりこども園
- みなべ町立南部幼稚園
- 印南町立稲原幼稚園
- 印南町立印南幼稚園

### 西牟婁郡
- 白浜町立白浜第一幼稚園
- 白浜町立富田幼稚園

### 東牟婁郡
- 串本町立串本幼稚園
- 串本町立潮岬幼稚園
- 串本町立出雲幼稚園
- 串本町立西向幼稚園
- 太地町立太地幼稚園

## 私立幼稚園

### 和歌山市
- 日前幼稚園
- 雄湊幼稚園
- 鷺森幼稚園
- 愛徳幼稚園
- 聖愛幼稚園
- さくら幼稚園
- ナザレ幼稚園
- たから幼稚園
- みどり幼稚園
- 愛の園幼稚園
- 名草幼稚園
- 野崎幼稚園
- まつえ幼稚園
- 三宝幼稚園
- いさお幼稚園
- 東山東幼稚園
- 和歌山ひかり幼稚園
- たちばな幼稚園
- 安原幼稚園
- 和歌山信愛女子短期大学附属幼稚園

### 海南市
- マリア幼稚園

### 橋本市
- 三石台幼稚園
- あやの台幼稚園

### 有田市
- ぶっとく幼稚園
- 初島幼稚園

### 御坊市
- 御坊幼稚園
- 御坊はこぶね幼稚園

### 田辺市
- 田辺幼稚園
- 紀南幼稚園
- 昭和幼稚園
- 立正幼稚園
- シオン幼稚園
- うえのやま幼稚園

### 紀の川市
- 智徳幼稚園
- 愛の光幼稚園
- あおば幼稚園

### 岩出市
- おのみなと紀泉台幼稚園
- 和歌山中央幼稚園

### 伊都郡
- 聖心幼稚園
- 高野山幼稚園

### 有田郡
- 湯浅幼稚園

### 日高郡
- 白梅幼稚園

### 西牟婁郡
- 岩田幼稚園

### 東牟婁郡
- 勝浦幼稚園